# Bourbince
La Bourbince è un fiume francese che scorre nella regione della Borgogna-Franca Contea e che sfocia nell’Arroux.

## Geografia
Nasce tra i centri di Montcenis e Le Creusot, forma il lago di Torcy, quindi vira di 90 gradi verso sud-ovest. Riceve la Sorme prima di attraversare Montceau-les-Mines, poi la Limace da sinistra. Bagnati centri minori, vira a nord-ovest poco prima di Paray-le-Monial, dopo il quale l’Oudrache, dopo quasi 50 km di percorso, si getta nella Bourbince. Non molto dopo la Bourbince confluisce nell’Arroux, che subito sfocia nella Loira a Digoin.